# نضج نفسي

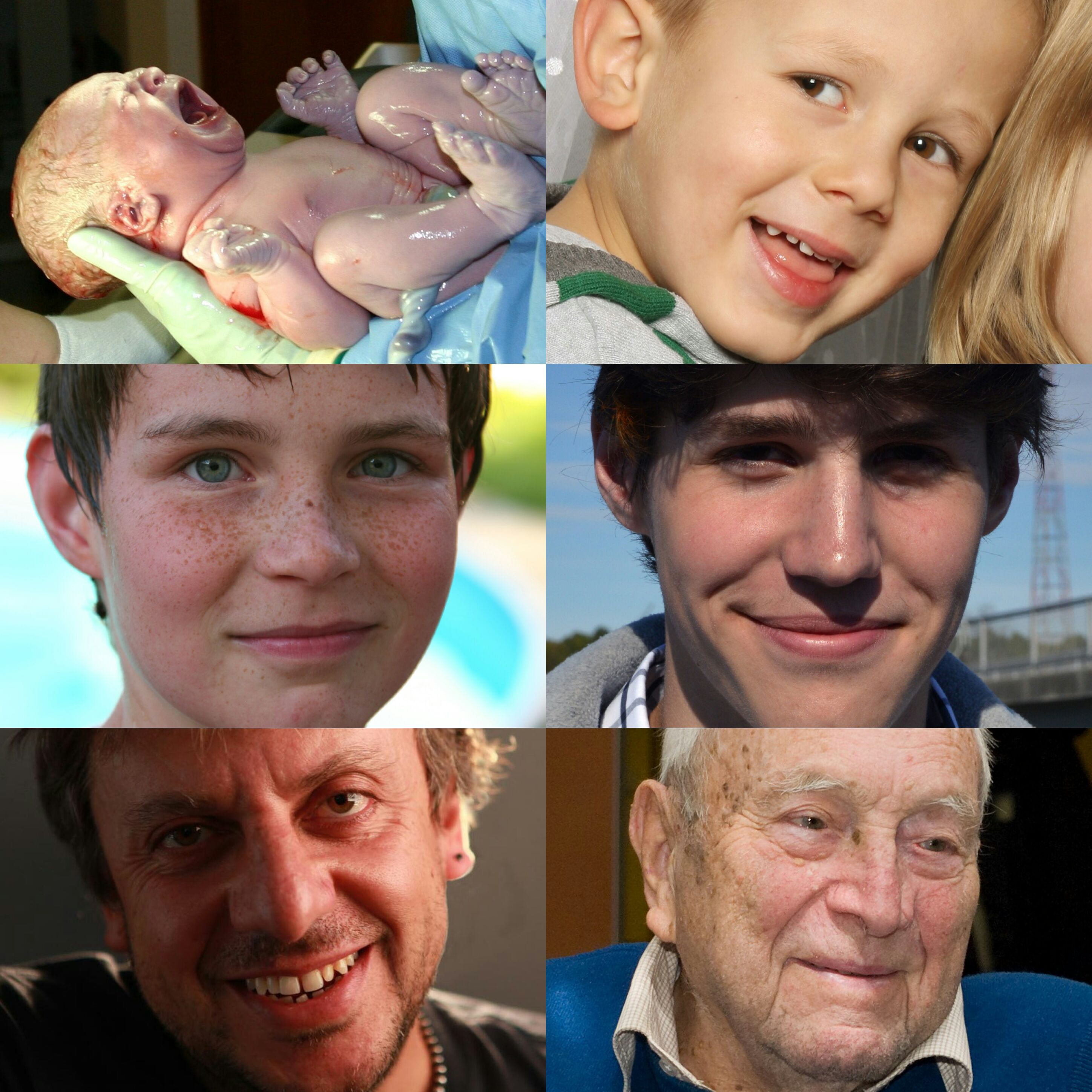

النضج (بالإنجليزية: Maturity)‏ في علم النفس، هو القدرة على الاستجابة للبيئة بطريقة مناسبة. وهذه الاستجابة عموما متعلمة وليست غريزية. ويشمل النضج أيضا أن يكون الفرد على وعي بالوقت والمكان المناسبين للسلوك، وكذلك معرفة متى يتصرف الفرد، وفقا لظروف وثقافة المجتمع الذي يعيش فيه. تشمل نظريات نمو ونضج الكبار مصطلح «المغزى» في مفهوم الحياة، حيث أن النضج يؤكد على فهم واضح لمغزى الحياة، والتوجيه، والتعمد، مما يسهم في الشعور بأن الحياة ذات مغزى معين.
تتميز حالة النضج بالانتقال من الاعتماد على الوصاية والإشراف (من قبل آخرين) علي اتخاذ القرارات. وللنضج تعاريف مختلفة في سياقات قانونية واجتماعية ودينية وسياسية وجنسية وعاطفية وفكرية. ويرتبط السن أو الصفات المميزة لكل من هذه السياقات بمؤشرات استقلالية ذات أهمية ثقافية غالبا ما تتفاوت نتيجة المشاعر الاجتماعية. ومفهوم النضج النفسي له انعكاسات على السياقات القانونية والاجتماعية، في حين أن مزيج من النشاط السياسي والأدلة العلمية لا تزال تعيد تشكيل تعريفه وتأهيله. وبسبب هذه العوامل، فإن مفهوم وتعريف النضج وعدم النضج يعتبر غير موضوعي إلى حد ما.
اقترح عالم النفس الأمريكي جيروم برونر (Jerome Bruner) الغرض من فترة عدم النضج على أنه وقت للعب التجريبي دون عواقب وخيمة، حيث يمكن للحيوان الصغير أن يمضي قدرا كبيرا من الوقت في مراقبة أعمال الآخرين الماهرين بالتنسيق مع وإشراف الأم. وبالتالي، فإن مفتاح الابتكار البشري من خلال استخدام الرموز والأدوات هو المحكاة التفسرية والتي هي «ممارسة وإتقان اللعب» من خلال استكشاف واسع النطاق للحدود على قدرة المرء على التفاعل مع العالم. وقد افترض علماء النفس التطوريون أيضا أن عدم النضج المعرفي قد يخدم غرضا تكيفيا كحواجز وقائية للأطفال ضد نقص قدراتهم المعرفية، والتعرضية التي يمكن أن تضعهم في طريق الأذى. بالنسبة للشباب اليوم، فإن الفترة الممتدة بشكل مطرد من «اللعب» والتعليم المدرسي في القرن الحادي والعشرين تأتي نتيجة للتعقيد المتزايد لعالمنا وتكنولوجياته، الأمر الذي يتطلب أيضا تعقيدا متزايدا في المهارات وكذلك أكثر مجموعة شاملة من القدرات المسبقة. قد تنشأ العديد من المشاكل السلوكية والعاطفية المرتبطة بالمراهقة عندما يتكيف الأطفال مع المطالب المتزايدة المفروضة عليهم، والمطالب التي أصبحت مستخرجة بشكل متزايد من خلال عمل وتوقعات سن البلوغ.

## العلامات الاجتماعية-العاطفية والمعرفية
على الرغم من أن النضج النفسي يستند تحديدا على الاستقلالية في القدرة علي اتخاذ القرارات، إلا أن هذه النتائج ليست متضمَنة في الإدراك وحسب، بل أيضا في عمليات التطور العاطفي والاجتماعي والأخلاقي مدى الحياة. وقد قدم العديد من المنظرين إطارات للاعتراف بمؤشرات النضج. وتصف مراحل إريكسون للتطور النفسي والاجتماعي التقدم لمرحلة النضج في البالغين، حيث تتميز كل مرحلة من مراحل النضج بنوع معين من الصراعات النفسية-الاجتماعية. وتتميز مرحلة «الهوية» بأنها تتعلق أساسا بقضايا استكشاف الأدوار والارتباك في الأدوار، وكذلك استكشاف الهوية الجنسية والهويات الأخرى. ويتجول المراهقون في شبكة من القيم المتضاربة من أجل الظهور كـ «شخص حان وقته» و «الشخص الذي يتوقعه المجتمع». ولم يصر إريكسون على أن المراحل تبدأ وتنتهي بنقاط محددة مسبقا بشكل عام، ولكن هناك مراحل معينة مثل «الهوية» يمكن أن تمتد إلى مرحلة البلوغ لطالما استغرقت الوقت في حل الصراع. تعرف نظرية بياجيه للتطور المعرفي المرحلة التشغيلية الرسمية كمنصة يمكن الوصول إليها بمجرد أن يكون الفرد قادرا علي التفكير منطقيا باستخدام الرموز، ويتسم بالتحول البعيد عن الفكر «الملموس» (المادي)، أو الفكر المرتبط بالواقع والحقائق، نحو الفكر «المجرد»، أو الفكر الذي يستخدم الانعكاس والاستنتاج. وقد شكلت هذه النظريات التحقيق في تنمية المراهقين وتعكس قيود الإدراك قبل سن البلوغ.
في الوقت الذي يُطلق النضج النفسي في كثير من الأحيان على أنه تسمية يتم منحها للطفل، فقد كشفت الأبحاث أن الأطفال أنفسهم لديهم شعور واضح باستقلالهم الذاتي وولايتهم الشخصية. على سبيل المثال، أظهر أطفال المدارس في سن المدرسة الابتدائية الأمريكية اعترافا بحدود سلطة والديهم على اختيارهم للملابس، وتسريحة الشعر، والأصدقاء، والهوايات، والخيارات الإعلامية. لكن هذا الأمر قد قيّد من المفهوم السابق للاستقلالية الشخصية في وقت لاحق تطور إلى فهم أوسع للحريات الفردية، مع فهم حرية التعبير كحق عالمي مستحق بوصول سن المدرسة الابتدائية. ومع ذلك، يواجه الأطفال الأصغر سنا صعوبة في الحفاظ على وجهة نظر متسقة بشأن الحقوق العالمية، حيث يعبر 75٪ من أطفال الصف الأول عن بالشك بشأن حظر حرية التعبير في كندا. ولكن هذه الدراسة نفسها وجدت أيضا أن الأطفال الكنديين الذين تتراوح أعمارهم بين 6 و 11 عاما قد رفضوا الأنظمة غير الديمقراطية على أساس انتهاك مبادئ تصويت الأغلبية والتمثيل المتساوي والحق في التعبير، مما يوفر دليلا على المعرفة الناشئة بمهارات صنع القرار السياسي منذ سن مبكر.